# Impact Wrestling Prelude to Glory
Prelude to Glory – gala wrestlingu, zorganizowana przez amerykańską federację Impact Wrestling, która była transmitowana za pomocą platformy Impact Plus. Odbyła się 18 listopada 2019 w Palais Royale w South Bend, dwa dni przed Bound for Glory. 
Karta walk składała się z dziesięciu pojedynków. W walce wieczoru Naomichi Marufuji, Rhino i Rob Van Dam pokonali The North (Ethan Page i Josh Alexander) i Michaela Elgina.

## Wyniki walk
Zestawienie zostało oparte na źródłach:
| Nr                                 | Wyniki | Stypulacje                 | Czas  |
| ---------------------------------- | --- | -------------------------- | ----- |
| 1                                  | Rich Swann i Willie Mack pokonali The Desi Hit Squad (Mahabali Shera i Rohit Raju)                                  | Tag Team match             | 13:30 |
| 2                                  | Fallah Bahh pokonał Johnny’ego Swingera                                                                             | Singles match              | 6:20  |
| 3                                  | Russ Jones vs. Theo Storm - bez rozstrzygnięcia                                                                     | Singles match              | 1:10  |
| 4                                  | Moose pokonał Russa Jonesa                                                                                          | Singles match              | 1:10  |
| 5                                  | Havok pokonała Elaynę Black                                                                                         | Singles match              | 3:00  |
| 6                                  | Sami Callihan pokonał Deza                                                                                          | Singles match              | 14:00 |
| 7                                  | Brian Cage i Tessa Blanchard pokonali Ohio Versus Everything (Jake Crist i Madman Fulton)                           | Intergender Tag Team match | 13:25 |
| 8                                  | Jordynne Grace, Rosemary i Tenille Dashwood pokonały Kierę Hogan, Madison Rayne i Tayę Valkyrie (z Johnem E. Bravo) | Six Woman Tag Team match   | 10:45 |
| 9                                  | Eddie Edwards pokonał Ace’a Austina                                                                                 | Street Fight match         | 19:35 |
| 10                                 | Naomichi Marufuji, Rhino i Rob Van Dam pokonali The North (Ethan Page i Josh Alexander) i Michaela Elgina           | Six Man Tag Team match     | 12:00 |
| (c) – mistrz/mistrzyni przed walką | |                            |       |